# Навабадский
Навабадский (тадж. Навобод) — посёлок городского типа в районе Рудаки входащий в состав районов республиканского подчинения Таджикистана. Расположен в 7 км от железнодорожной станции Душанбе.
Имеет статус посёлка городского типа с 1942 года.

## Население
| 1959 | 1970 | 1979 | 1989 | 2013 | 2015 | 2019  | 2020  | 2021 | 2022 |
| ---- | ---- | ---- | ---- | ---- | ---- | ----- | ----- | ---- | ---- |
| 1971 | 3605 | 4477 | 5945 | 8700 | 9100 | 10000 | 10200 | 9500 | 9600 |